# Schloss und Park Ettersburg

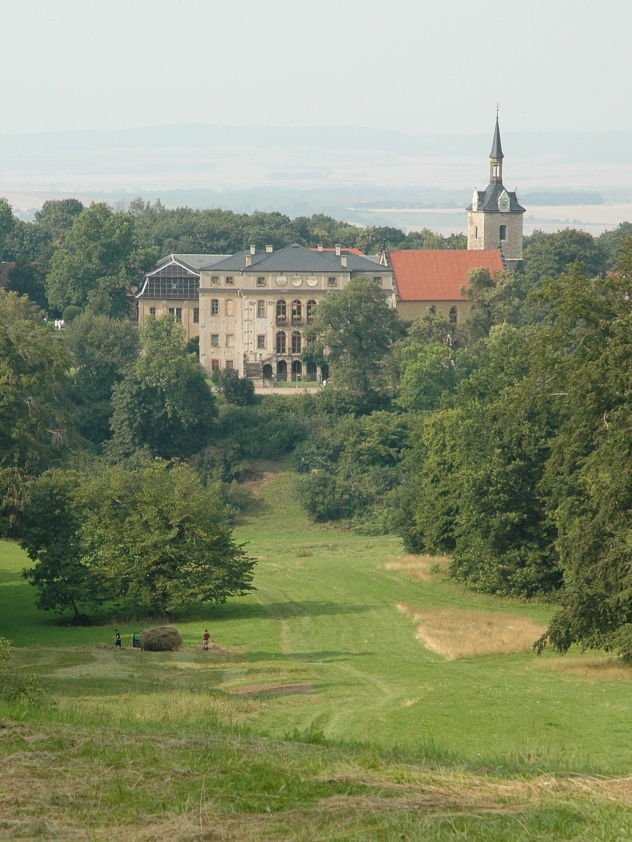
Schloss Ettersburg bei Weimar vor der Sanierung

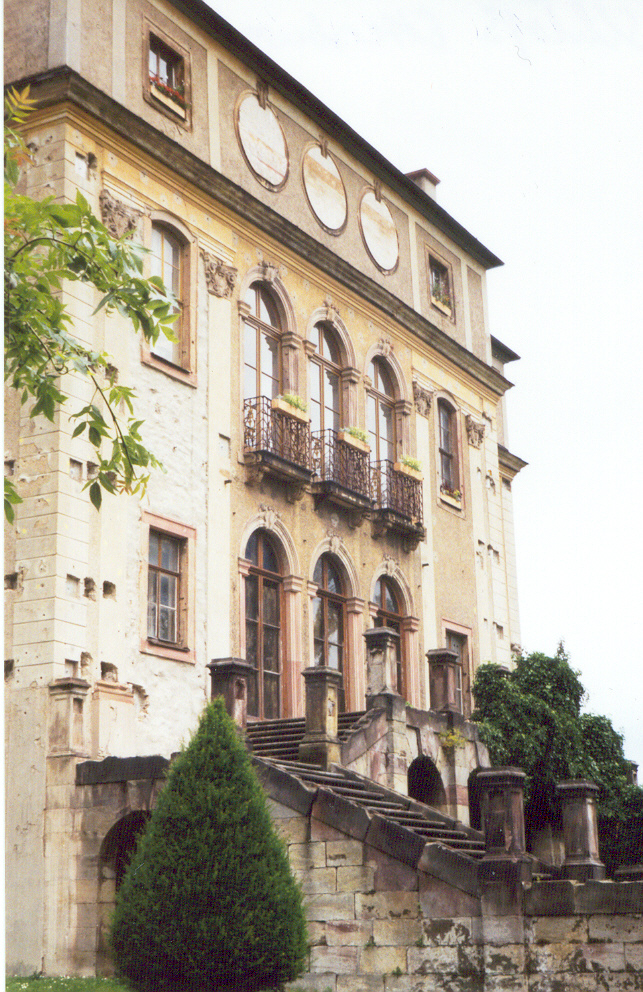
Südseite (Haupteingang) des Schlosses vor der Sanierung

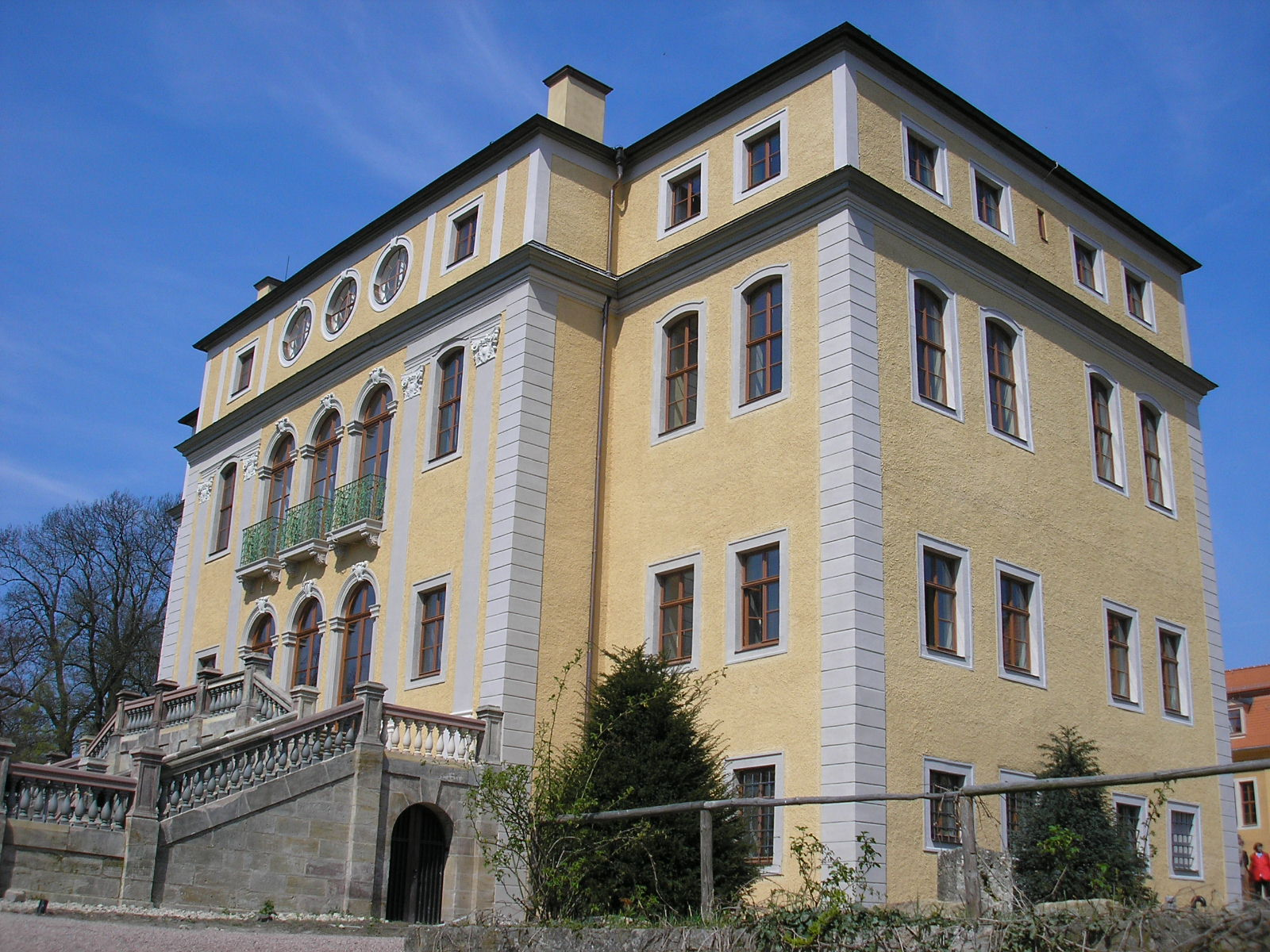
Schloss Ettersburg nach der Sanierung

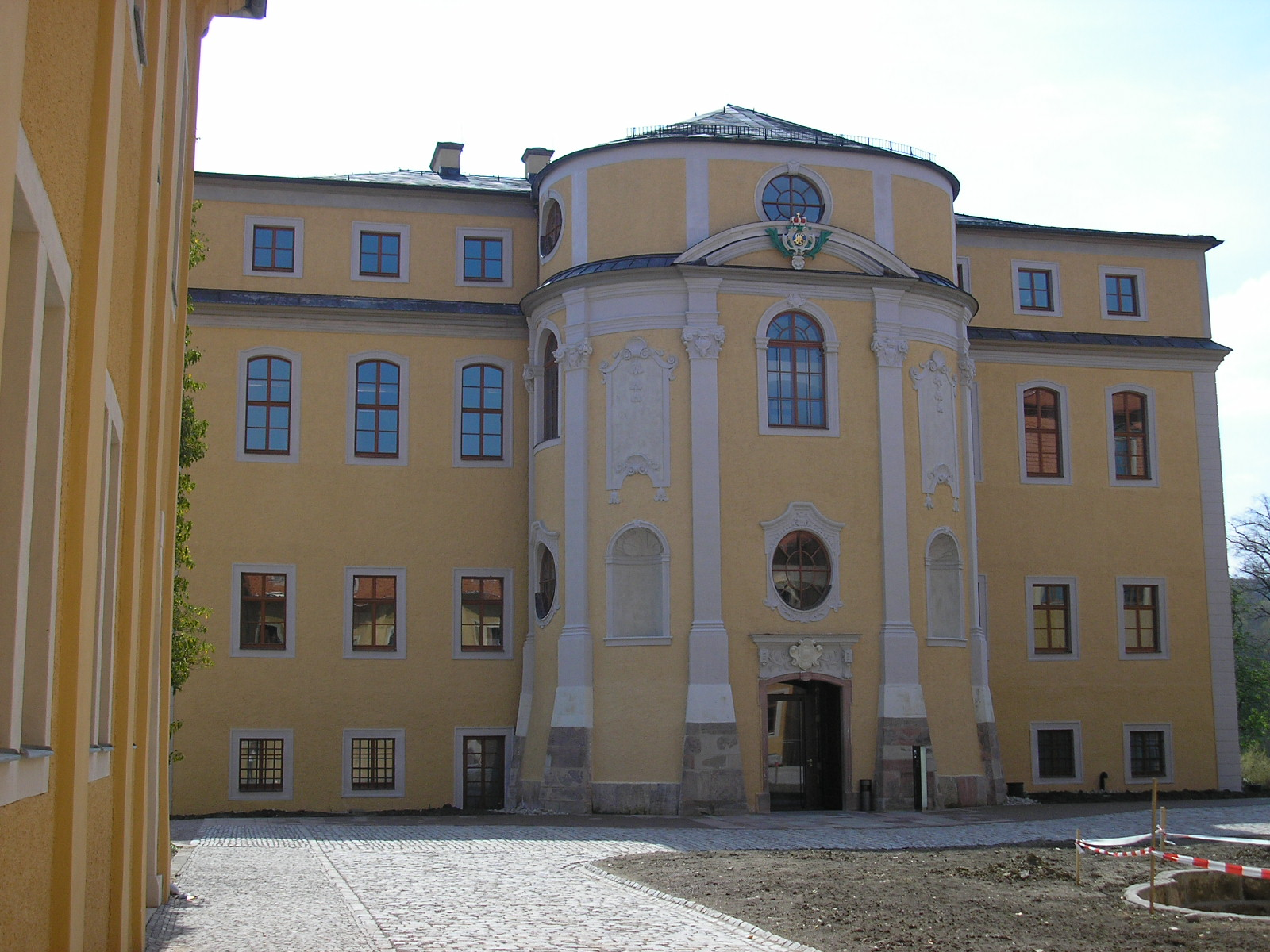
Rückseite nach der Sanierung

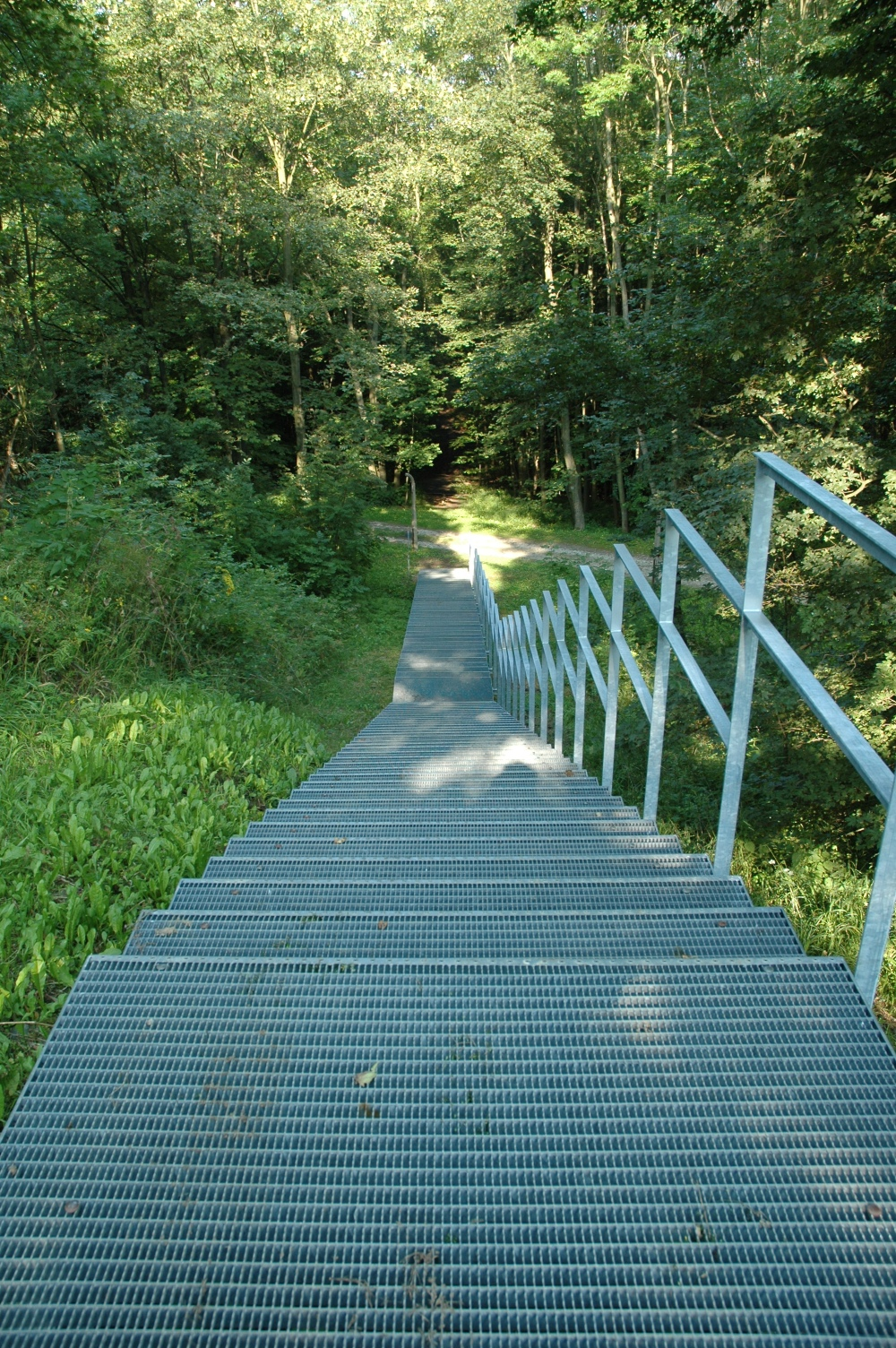
Zeitschneise vom ehem. KZ Buchenwald zum Schloss Ettersburg

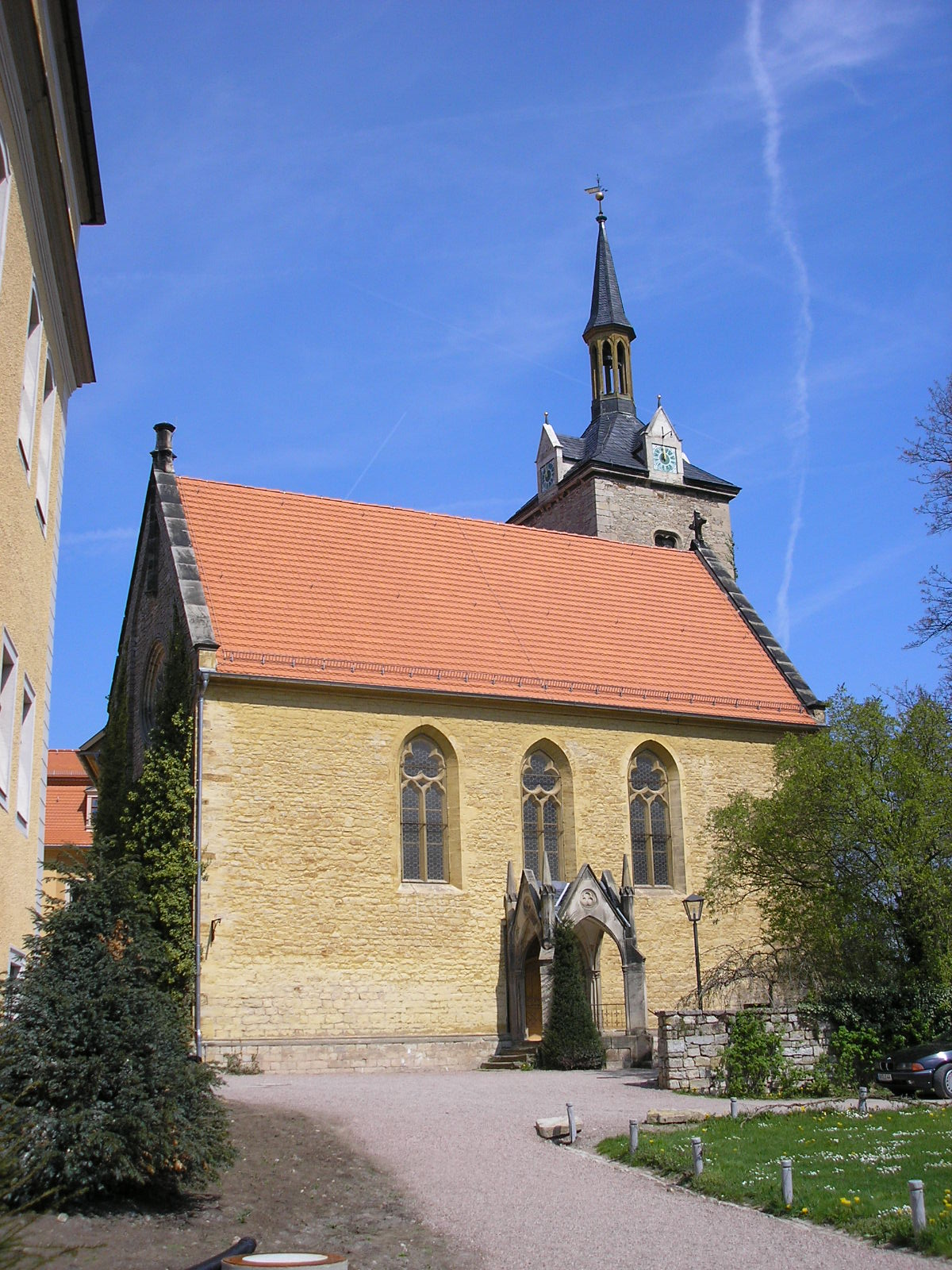
Schlosskirche St. Justinus und Laurentius

Schloss und Park Ettersburg liegen beim thüringischen Ettersburg auf dem Ettersberg (474 m), einem lang gestreckten Höhenzug nördlich von Weimar. Seit 1998 gehören sie als Teil des Ensembles „Klassisches Weimar“ zum UNESCO-Welterbe.

## Geschichte

### Errichtung
Herzog Wilhelm Ernst von Sachsen-Weimar, der gern in den Wäldern des Ettersbergs jagte, ließ sich das Schloss unmittelbar westlich des Dorfes Ettersburg in den Jahren 1706–1712 als dreiflügliges, schmuckloses Gebäude errichten. 1722 fügte er das dreigeschossige, sogenannte Neue Schloss hinzu. Sein Neffe und Nachfolger Ernst August ließ 1728–1740 das Schloss umbauen und eine Freitreppe davorsetzen. Die Geschichte des Schlosses ist wie seine ursprüngliche Ausstattung trotz des guten Erhaltungszustandes nur schwer zu rekonstruieren, da die frühen Akten verbrannt sind. Von der Ringwallanlage Brunfthof ausgehend ließ er zudem einen Jagdstern mit zehn strahlenförmig abgehenden Alleen anlegen.
Nach dem Regierungsantritt Herzog Carl Augusts benutzte die Herzoginmutter Anna Amalia das Schloss 1776–1780 als Sommersitz. Hier traf sich ihr literarisch-musischer Kreis, dem unter anderem Christoph Martin Wieland, Johann Wolfgang von Goethe, Johann Gottfried von Herder, der Märchenerzähler Johann Karl August Musäus und die Schauspielerin Corona Schröter angehörten: Auch das Weimarer Liebhabertheater trat hier auf. Ab 1780 verlagerte sich dieser Sommersitz nach Schloss Tiefurt, wo der Gutshof umgebaut worden war. Danach wurde das Ettersburger Schloss nur noch sporadisch besucht. Goethe erwirkte, dass sich Friedrich Schiller ab 1799 auf Schloss Ettersburg zurückziehen konnte, um ungestört an seinem Schauspiel Maria Stuart arbeiten zu können. Dort vollendete er im Jahre 1800 dieses Werk.
Erst im 19. Jahrhundert nahmen Großherzog Carl Alexander und Großherzogin Sophie die musische Tradition hier wieder auf. 1842 heiratete Carl Alexander die niederländische Prinzessin Sophie; die Freitreppe am Neuen Schloss war ein Hochzeitsgeschenk des niederländischen Königshauses. Ettersburg wurde erbgroßherzogliche Sommer-Residenz und beherbergte in den nachfolgenden Jahren wieder namhafte Gäste, so Hans Christian Andersen, Emanuel Geibel, Friedrich Hebbel, Franz Liszt und andere. 1845 entstand eine Parkanlage im Stil eines Englischen Landschaftsgartens nach Plänen des Landschaftsarchitekten Eduard Petzold und des „Parkfürsten“ Hermann von Pückler-Muskau.
Nach 1918 ging das Schloss Ettersburg in den Besitz des Landes Thüringen über. Ab 1923 wurde Ettersburg von Alfred Andreesen gepachtet und als Hermann-Lietz-Schule der Stiftung „Deutsche Landerziehungsheime“ von Hermann Lietz für 30 Jahre geführt. Etwa 80 Schüler und Lehrer bewohnten in der Folgezeit die Schlossanlage, unter ihnen Wernher von Braun.
Schloss Ettersburg gehört zu den komplexesten und größten Jagdschlössern Thüringens.
In der Nachbarschaft entstand ab 1937 das KZ Buchenwald. Die Lietz-Schule wurde zunächst durch die SS beschlagnahmt und im Jahre 1945 geschlossen.
In den Jahrzehnten nach dem Zweiten Weltkrieg wurde Schloss Ettersburg vernachlässigt und verfiel. Zuerst diente es als Schulungsstätte für Justizangestellte und Staatsanwälte, nach einem Umbau in den 1960er und 1970er Jahren als Altersheim.
Durch Studenten, Kinder des Ortes Ettersburg, Freiwillige und kulturell interessierte Menschen wurden Schloss und Kirche während der DDR-Zeit vor dem gänzlichen Verfall bewahrt. Erhaltungs- und Instandsetzungsarbeiten an der Stiftskirche wurden seit 1984 durchgeführt. Das Kirchenschiff wurde 1985–1988 unter schwierigsten Bedingungen rekonstruiert. Noch während dieser Bauzeit war die Kirche ein Treffpunkt für vielfältige kulturelle Veranstaltungen und stand unter ständiger Beobachtung der Staatssicherheit.

### Sanierung

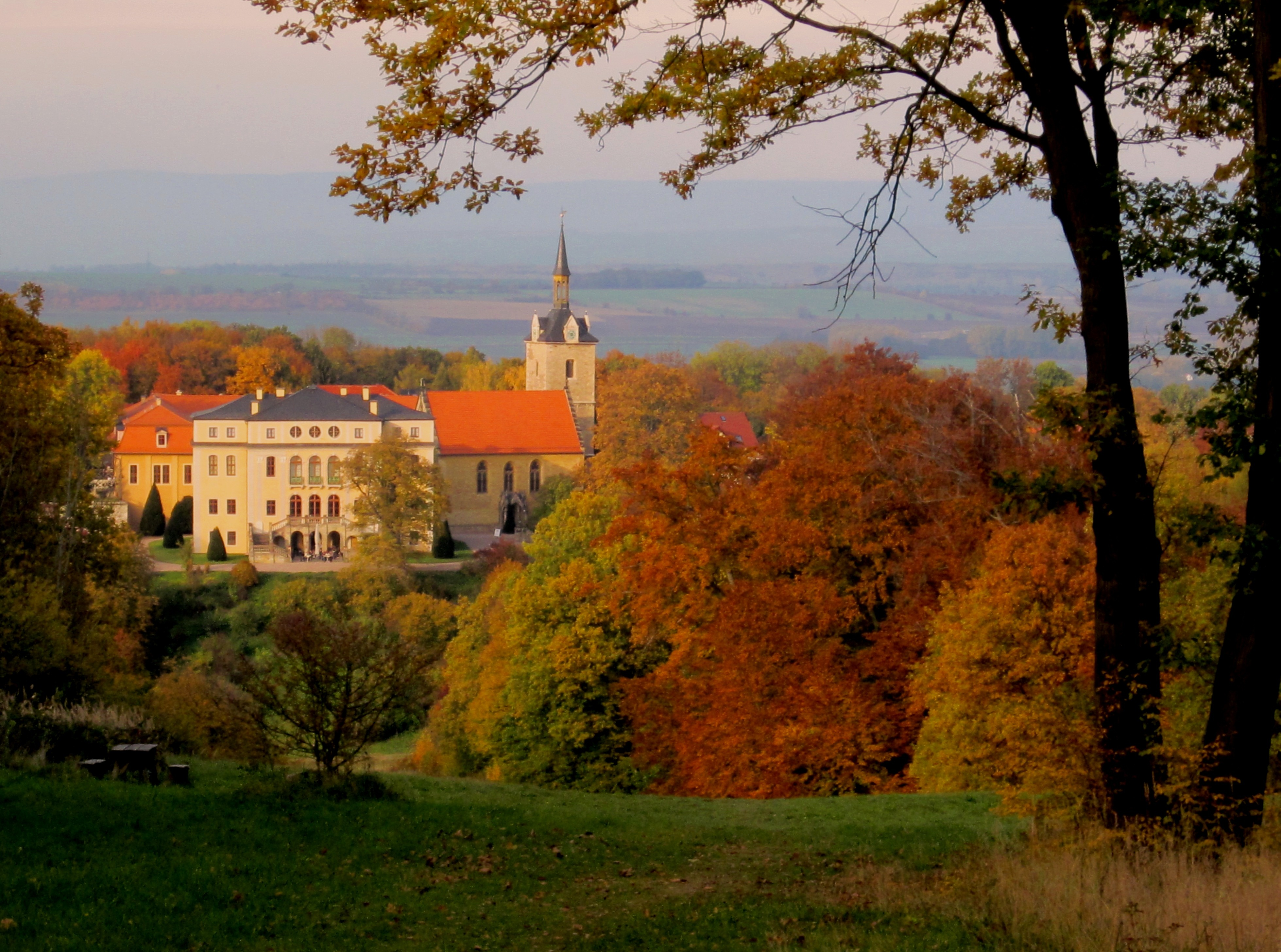
Schloss und Park

1990 wurde ein Förderverein Kuratorium Schloss Ettersburg gegründet, mit dem Ziel, das vom Verfall bedrohte Schloss nahe Weimar zu retten. Er organisierte ein vielfältiges Veranstaltungsprogramm mit unterschiedlichsten künstlerischen Mitteln und unter Bezugnahme auf den Ort. Zudem wurden Maßnahmen zur Sicherung der Bausubstanz des Schlosses ergriffen.
1999 wurde eine vor 250 Jahren geschlagene Schneise im Park wieder freigelegt: diese „Zeitschneise“ führt vom Schloss zur heutigen Gedenkstätte auf dem Gelände des KZ Buchenwald.
Im November 2005 wurde das Schloss von der Klassik Stiftung Weimar mittels Erbbaurechtsvertrag für zunächst 55 Jahre an das Bildungswerk BAU Hessen-Thüringen e. V., einen gemeinnützigen Bildungsverein, übergeben. Im Juli 2006 begann die bauliche Revitalisierung des Objekts. Die reine bauliche Sanierung kostete knapp 9 Mio. EUR und war zum Jahreswechsel 2007/2008 abgeschlossen.
2009 wurde das Ensemble aus Schloss und Park vom Bundesverkehrsministerium mit dem Nationalen Preis für integrierte Stadtentwicklung und Baukultur ausgezeichnet. Im Oktober 2009 löste sich der Verein auf. Ausstellungstafeln zur Schlossgeschichte sind ganzjährig zu besichtigen.

### Nutzung
2008 nahm die Bauhaus Akademie Schloss Ettersburg gGmbH ihre Arbeit auf. Sie bietet Fortbildungen für Architekten, Ingenieure, Sachverständige, Absolventen sowie alle am Bau Beteiligten mit namhaften Referenten an.
Schloss Ettersburg lädt ganzjährig zu Kulturveranstaltungen ein. Höhepunkt ist seit 2011 das fast zweiwöchige Pfingst-Festival Schloss Ettersburg. Das – die Kulturgeschichte wie die Aura des Ortes aufgreifende – Cross-over-Programm bietet jährlich gut 30 Veranstaltungen: Klassik-, Jazz- und Pop-Konzerte, Konzertante Lesungen (Eigenproduktionen), Theateraufführungen und die Ettersburger Gespräche. 2019 wurde 4.500 Tickets verkauft.
Verantwortlicher Leiter der Kultur- und Gesprächsveranstaltungen ist der Weimarer Ratsherr und ehemalige Landtagsabgeordnete Peter D. Krause. Im Mittelpunkt stehen die "Ettersburger Gespräche", bei denen mit prominenten Gästen insbesondere historische, philosophische und politische Fragen erörtert werden.
Gäste der Ettersburger Gespräche waren:
- Hermann Onko Aeikens
- Hamed Abdel-Samad
- Götz Aly
- Michael Andrick
- Seyran Ateş
- Jakob Augstein
- Jörg Baberowski
- Uwe Backes
- Wolf Biermann
- Jens Bisky
- Karl Heinz Bohrer
- Josef Braml
- Peter Brandt
- Mathias Brodkorb
- Henryk M. Broder
- Christopher Clark
- Mario Czaja
- Gunnar Decker
- Steffen Dietzsch
- Thea Dorn
- Wolfram Eilenberger
- Philipp Felsch
- Egon Flaig
- Svenja Flaßpöhler
- Jan Fleischhauer
- Michel Friedman
- Ganes
- Joachim Gauck
- Durs Grünbein
- Hans Ulrich Gumbrecht
- Michael Hametner
- Volha Hapeyeva
- Peter Hoeres
- Benjamin-Immanuel Hoff
- Katja Hoyer
- Lorenz Jäger
- Roland Jahn
- Jürgen Kaube
- Paul Kirchhof
- Alexander Kissler
- Hubertus Knabe
- Ruud Koopmans
- Michael Krüger
- Sibylle Lewitscharoff
- Christine Lieberknecht
- Udo Lielischkies
- Konrad Paul Liessmann
- Boris Lochthofen
- Eckart Lohse
- Hermann Lübbe
- Philip Manow
- Ahmad Mansour
- Monika Maron
- Harald Martenstein
- Heinrich Meier
- Harald Meller
- Robert Menasse,
- Axel Meyer
- Kai Michel
- Claudia Michelsen
- Reinhard Mohr
- Martin Mosebach
- Herfried Münkler
- Chaim Noll
- Dirk Oschmann
- Manfred Osten
- Hans-Jürgen Papier
- Werner J. Patzelt
- Philipp Peyman Engel
- Detlef Pollack
- Bodo Ramelow
- Neo Rauch
- Sabine Rennefanz
- Andreas Rödder
- Rüdiger Safranski
- Petra Schmidt-Schaller
- Arbogast Schmitt
- Christoph Schmitz-Scholemann
- Anna Schneider
- Constantin Schreiber
- Jörg Sobiella
- Susanne Schröter
- Frank Sieren, Brendan Simms
- Peter Sloterdijk
- Adam Soboczynski
- Wolfgang Sobotka
- Hermann Otto Solms
- Kristina Spohr
- Bernd Stegemann
- Thomas Steinfeld
- Simon Strauss
- Michael Stürmer
- Wolfgang Streeck
- Uwe Tellkamp
- Linda Teuteberg
- Thomas Thieme
- Wolfgang Thierse
- Jürgen Trittin
- Christoph Türcke
- Hubert Védrine
- Klaus Vieweg
- Mario Voigt
- Karlheinz Weißmann
- David E. Wellbery
- Slavoj Žižek u. a.

Zudem gibt es einen "Lyrischen Salon" mit Kammermusik und Liederabenden.
Gäste des Lyrischen Salons waren:
- Al Di Meola
- Ilker Arcayürek
- Sarah Aristidou
- Andreas Bauer Kanabas
- Sven-Eric Bechtolf
- Ian Bostridge
- Alan Bern
- Christian Brückner
- Ingeborg Danz
- Anna El-Khashem
- Mari Eriksmoen
- Patrick Grahl
- Samuel Hasselhorn
- Nikola Hillebrand
- Äneas Humm
- Johannes Kammler
- Simone Kermes
- Julia Kleiter
- Klenke-Quartett
- Katharina Konradi
- Johannes Martin Kränzle
- Konstantin Krimmel
- Theresa Kronthaler
- Christina Landshamer
- Regula Mühlemann
- NOA
- Patricia Nolz
- Christoph Prégardien
- Julian Prégardien
- Annett Renneberg
- Katharina Ruckgaber
- Ragna Schirmer
- Andrè Schuen
- Martin Stadtfeld
- Sheva Tehoval
- Anna Ternheim
- Viktoria Tolstoy
- Sophie Zelmani

u. a.
Schloss Ettersburg bietet  Hotelzimmer und Gastronomie und für individuelle Gäste an. Der Schlosskomplex kann darüber hinaus als Tagungsort und für Veranstaltungen/ Feiern gebucht werden.